# Hawker Hunter
De Hawker Hunter is een Britse straaljager uit de jaren vijftig. De Hunter diende vele jaren bij de Royal Air Force en werd ook in groten getale geëxporteerd. Er zijn 1972 Hunters gebouwd door Hawker Siddeley en onder licentie. De Hawker Hunter heeft gediend in de luchtmacht van in totaal negentien landen.

## Ontwikkeling

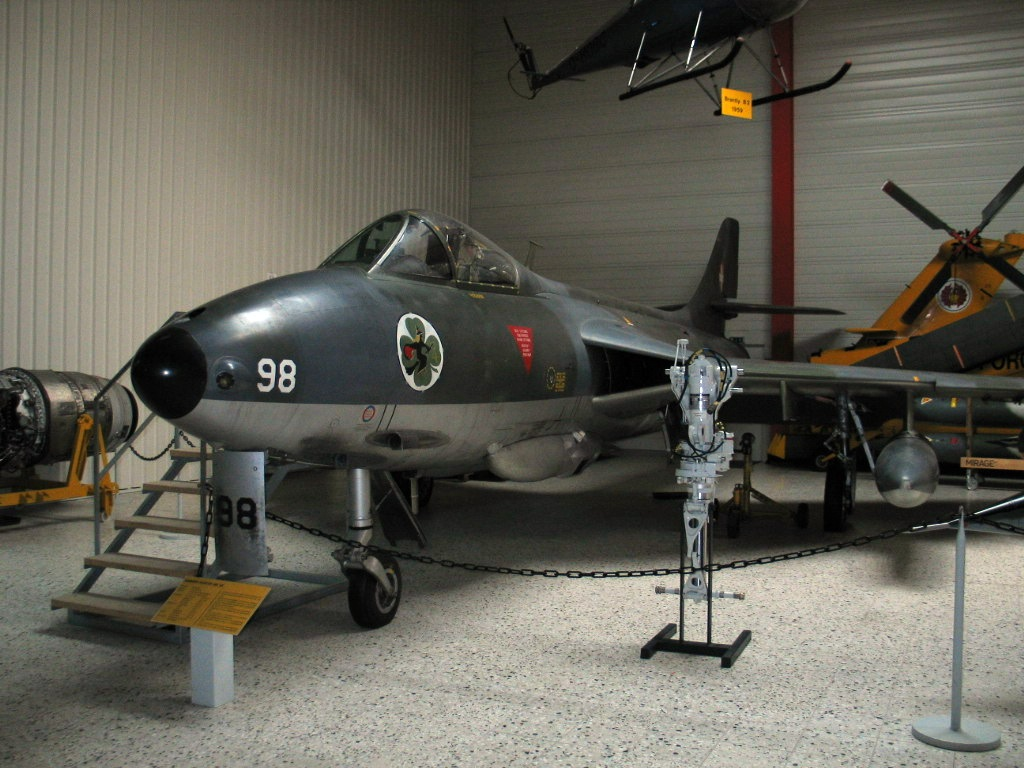
Hawker Hunter MK 58 in de Flugausstellung L. + P. Junior (19 april 2006)

De Hunter werd ontwikkeld als antwoord op een specificatie die in 1948 uitgegeven was door het Britse Air Ministry. Het prototype van project P.1067 vloog voor het eerst op 17 juli 1951 en de Hunter F.1 kwam in dienst in de RAF in 1954. Problemen met de eerste versies zorgde voor een serie varianten, die leidde tot de definitieve F.6 met de krachtiger Rolls-Royce Avon-straalmotor en een vernieuwd vleugelontwerp. De F.6- en de FGA.9-jachtbommenwerper waren de basis van de meeste export.
De Hunter heeft een pijlvleugel met een hoek van 35°, een enkele straalmotor met luchtinlaten in de vleugelwortels en een hoge staartvleugel. Zij is bewapend met vier 30 mm ADEN-kanonnen in een afneembaar gedeelte onder de neus, met onder de vleugels ophangpunten voor bommen, raketten of externe tanks. Latere varianten hadden verbeterde vleugelontwerpen en krachtigere motoren. Ook werd er een trainerversie geproduceerd met naast elkaar plaats voor de instructeur en de leerling. De Hunter wordt geprezen voor haar vliegeigenschappen en de latere versies waren veelzijdige, robuuste en betrouwbare vliegtuigen.
In 1963 werd de Hunter F.6 uit RAF dienst gehaald als jachtvliegtuig, terwijl de grondaanvalversies bleven tot 1970. Sommige vliegtuigen bleven in gebruik voor training en andere secundaire rollen tot de vroege jaren 1990.
Onder de afnemers van de Hunter vallen Abu Dhabi, België, Chili, Irak, India, Jordanië, Kenia, Koeweit, Libanon, Nederland, Oman, Peru, Qatar, Rhodesië, Saoedi-Arabië, Singapore, Somalië, Zweden en Zwitserland. In België en Nederland werd de Hunter geproduceerd onder licentie.
Misschien wel de meest enthousiaste Hunter gebruiker was de Zwitserse luchtmacht, die het type gebruikte van 1958 tot 1994, hoewel intussen steeds betere vliegtuigen werden ontwikkeld.

## Hunters bij de Nederlandse luchtmacht
Bij de Koninklijke Luchtmacht hebben Hunter F.4s, F.6s en T.7s dienstgedaan tussen 1955 en 1968. Het type werd vervangen door de Lockheed F-104G Starfighter.

## Hunters bij de Belgische luchtmacht

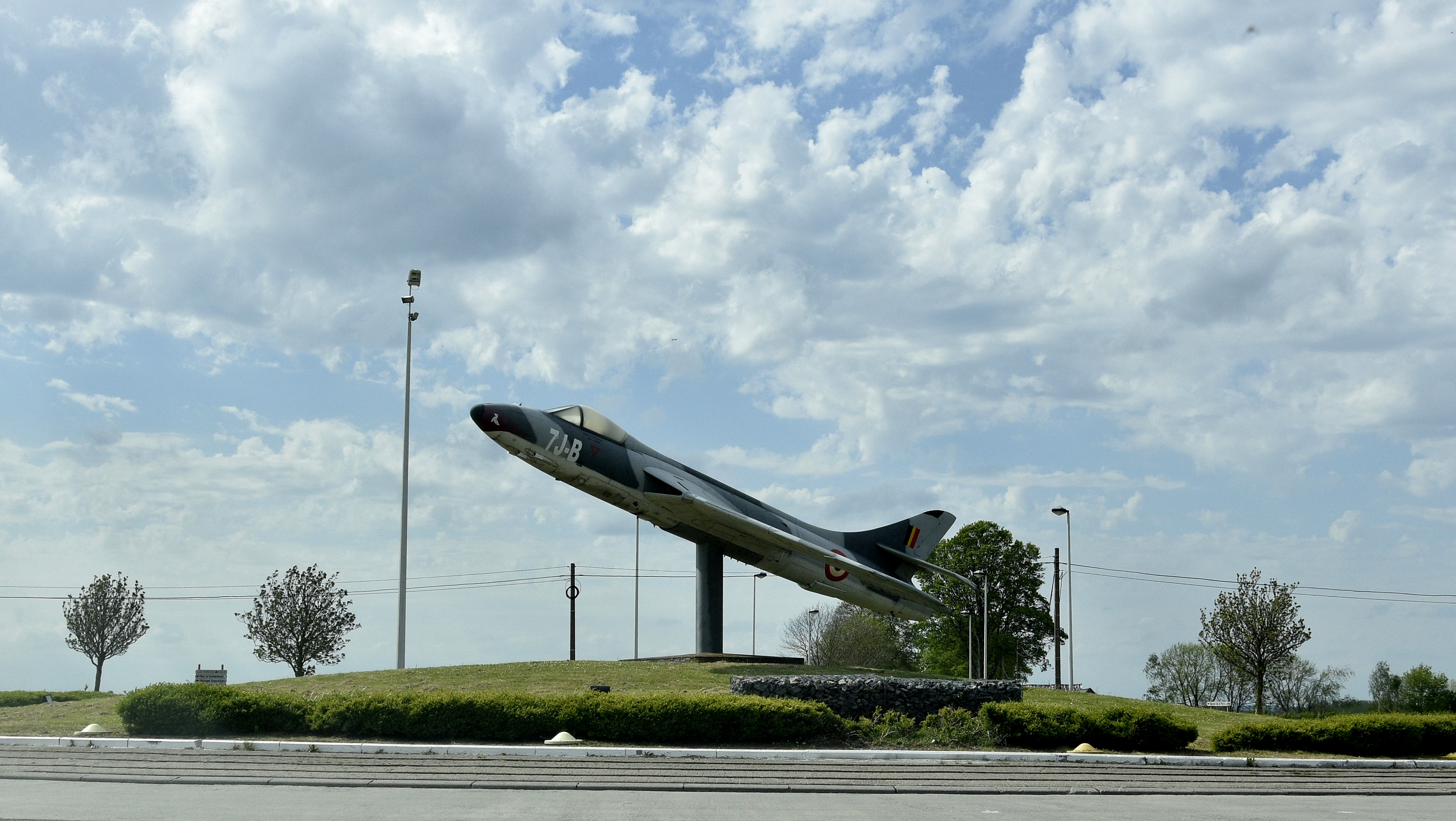
Een Hawker Hunter F6 bij de luchtmachtbasis in Chièvres

De Belgische Luchtmacht ontving 112 Hunter F.4s in 1956-7, als vervanger van de Gloster Meteor; 64 exemplaren werden gebouwd bij SABCA en Avions Fairey in België en 48 bij Fokker in Nederland. Dit type ging echter in 1957 reeds uit dienst; 92 exemplaren werden omgebouwd tot Hunter F.6s.
In totaal verkreeg de Belgische Luchtmacht 144 Hunter F.6s tussen juni 1957 en december 1958. Ze werden in 1962-3 uit dienst genomen en de overblijvende exemplaren werden teruggenomen door Hawker dat ze na ombouw doorverkocht aan andere luchtmachten.
De smaldelen die met de Hunters vlogen werden ontbonden, zodat er geen rechtstreekse vervanger voor dit type was. Het "Red Devils"-stuntteam van de Belgische luchtmacht vloog nog enkele jaren shows met dit type toestel.

## Ongelukken
- Op 22 augustus 2015 stortte een Hunter T7 (G-BXFI/WV372) tijdens deelname aan de Shoreham Airshow neer op de A27 net buiten Shoreham-by-Sea. Elf personen werden gedood en verscheidene anderen waren gewond geraakt.

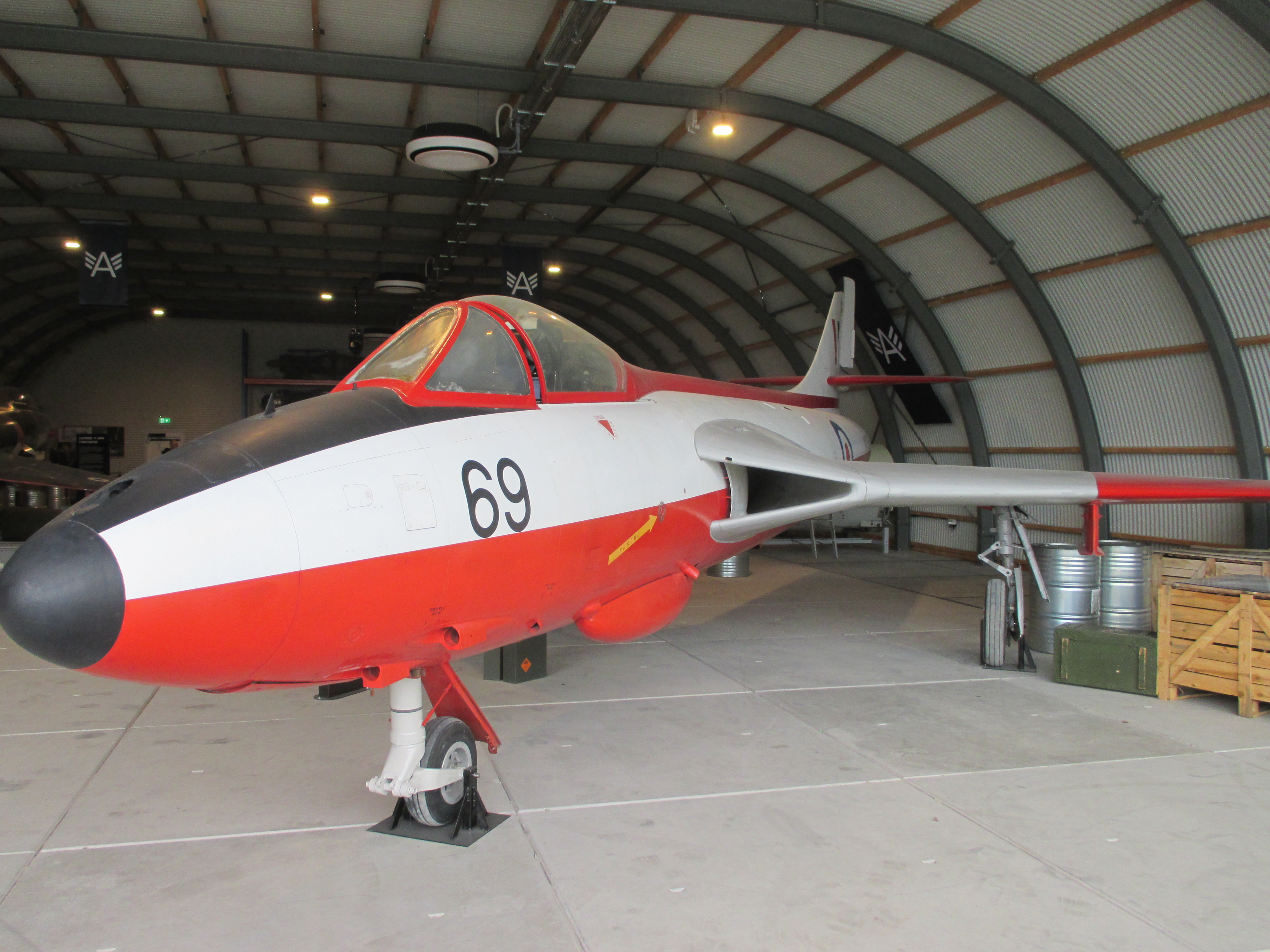
Hawker Hunter in het Aviodrome Lelystad (2023)